# Terauchi Masatake
Terauchi Masatake est un nom japonais traditionnel ; le nom de famille (ou le nom d'école), Terauchi, précède donc le prénom (ou le nom d'artiste).
Pour les articles homonymes, voir Terauchi.
Terauchi Masatake, 1er comte Terauchi (寺内 正毅), né le 5 février 1852 à Hagi et mort le 3 novembre 1919 à Tōkyō, est un militaire et homme d'État japonais qui est notamment Premier ministre du Japon.

## Biographie
Terauchi est originaire d'une famille de samouraïs du domaine de Chōshū. Il forme un gouvernement composé de hauts-fonctionnaires, de militaires et d'aristocrates, apparaissant ainsi comme l'un des derniers représentants du hambatsu à obtenir le poste de Premier ministre (le dernier étant Kiyoura Keigo en 1924), et l'un des premiers issus de la gunbatsu. 
Il occupe le poste de ministre de la Guerre à compter de 1902. À ce titre, après l'assassinat du Résident général en Corée Hirobumi Itō par le résistant An Jung-geun le 26 octobre 1909 à Harbin, il prend en main l'administration de ce pays, déjà sous protectorat japonais depuis 1905, en vertu du traité d'Eulsa, que le gouvernement coréen refuse de signer. Il fait ensuite signer au dernier Empereur coréen Sunjong le traité d'annexion de la Corée du 29 août 1910, à la grande satisfaction du gouvernement japonais.
Il démissionne de son poste de premier ministre, le 29 septembre 1918, en raison des émeutes du riz de 1918, qui se sont diffusées sur l'ensemble du japon, en raison de l'inflation, et meurt l'année suivante.
Il est le père de Hisaichi Terauchi, maréchal de l'armée impériale japonaise durant la Seconde Guerre mondiale.